# Mandragora (film, 1965)
Mandragora (italsky: La Mandragola) je francouzsko-italská koprodukce z roku 1965, kterou režíroval Alberto Lattuada a která je založena na stejnojmenné divadelní hře z 16. století od Niccolòa Machiavelliho. Film byl nominován na Oscara za nejlepší kostýmy.

## Děj
Během dlouhého pobytu v Paříži se mladý Callimaco od svého přítele Cammilla Calfucciho dozvídá o kráse Lucrezie, která je již čtyři roky vdaná za bohatého, ale hloupého notáře Nicia Calfucciho, se kterým však nemůže mít děti. Po návratu do Florencie ji poprvé spatří a okamžitě se do ní zamiluje. Pokouší se s ní seznámit a svést ji, ale bez úspěchu.
Aby mu v tom pomohli, zapojuje do intriky kromě svého sluhy Sira také Liguria, jenž má velký vliv na Nicia. Ligurio radí Callimacovi, aby předstíral, že je lékař, a přesvědčil notáře, že jeho žena musí vypít nálev z mandragory, který jí má pomoci s údajnou neplodností (ve skutečnosti je neplodný sám Nicia – tehdejší víra říkala, že pokud muž není impotentní, musí být schopen zplodit dítě). Tento „zázračný“ lék má však jednu kontraindikaci: první muž, který bude mít s ženou pohlavní styk, zemře do osmi dnů na jed mandragory.
Aby se tomu zabránilo a zároveň zachovala čest Nicia, navrhují, aby se Lucrezie tajně spojila s nějakým neznámým „mladíkem z ulice“, který jed vstřebá.
Nicia je přesvědčen, zbývá ale přesvědčit samotnou Lucrezii, která jako zbožná a oddaná žena nikdy nebude souhlasit. V této chvíli zasahují její matka Sostrata a mnich Timoteo, kteří pomocí křesťanské rétoriky – dramaticky důležitý je biblický odkaz na Lota a jeho dcery – přimějí Lucrezii k tomu, aby se „vyléčila“. Té noci se Callimaco převlékne za žebráka a sám manžel ho dopraví do náruče své ženy, která však nebude spokojena pouze s jednorázovým zážitkem, ale bude si přát další opakování.

## Obsazení
- Rosanna Schiaffino – Lucrezia
- Philippe Leroy – Callimaco
- Jean-Claude Brialy – Ligurio
- Totò – mnich Timoteo
- Romolo Valli – Messer Nicia
- Nilla Pizzi – Matka
- Armando Bandini – Liguriův sluha
- Pia Fioretti – Francouzka
- Jacques Herlin – kázající mnich
- Donato Castellaneta – muž-žena
- Ugo Attanasio – kouzelník
- Luigi Leoni
- Renato Montalbano
- Mino Bellei – host v hospodě
- Walter Pinelli